# The Spin
The Spin ist ein von 2018 bis 2023 gebautes Hochhaus am Güterplatz in Frankfurt am Main, das als Hotel- und Bürogebäude dient.

## Vorgeschichte
Auf dem seit 20 Jahren brachliegenden ehemaligen Telenorma-Areal zwischen Mainzer Landstraße, Güterplatz und Europa-Allee sollte ein 160 Meter hoher Büroturm gebaut werden, der Grundstückseigentümer, die Robert Bosch GmbH, fand jedoch keinen Investor. Im Jahr 2013 erklärte der Eigentümer, dass das Hochhaus nicht mehr errichtet werden solle und stattdessen eine Neuentwicklung mit Wohnungen geplant sei.
2015 verkaufte die Robert Bosch GmbH das Grundstück an die ABG Frankfurt Holding, die Pläne für den Bau eines bis zu 90 Meter hohen Hotelturms sowie eines etwa 60 Meter hohen Wohnturms vorstellte. Ebenfalls 2015 verkaufte ABG die Teilfläche des späteren The Spin an den Frankfurter Projektentwickler Groß & Partner weiter, die in der Folge als Bauherr auftrat. Anfang 2016 wurde ein Realisierungs- und Ideenwettbewerb ausgelobt, den im März 2016 die Architekturbüros Jahn und Magnus Kaminiarz & Cie. gewannen. Der Entwurf sah einen 90 Meter hohen Wohnturm („Eden“) mit ca. 130 Eigentumswohnungen und einer Blockrandbebauung an der Europa-Allee sowie ein 120 Meter hohes Hotelhochhaus („Tower 120“) am Güterplatz vor. 2017 wurde der Name „Spin Tower“ vorgestellt; heute firmiert das Gebäude unter "The Spin".

## Planung und Bau

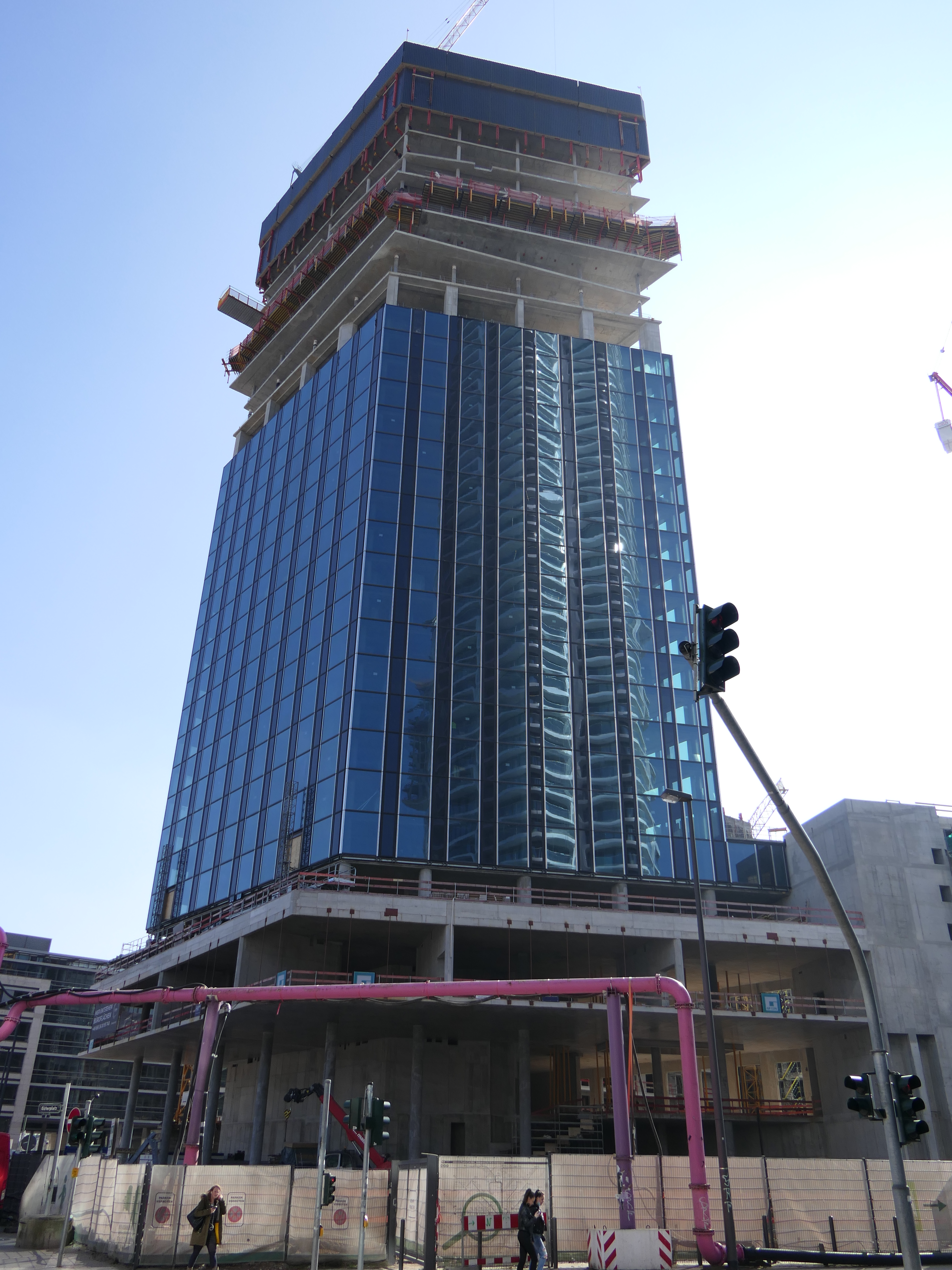
Baufortschritt im März 2021

Der Turm entsteht nach Plänen des Hamburger Architekten Hadi Teherani. Während die unteren 20 Etagen des Turms von der Hotelgruppe NH gemietet werden, gibt es auf den Etagen 22 bis 31 rund 10.000 Quadratmeter Bürofläche sowie eine Dachterrasse im 32. Stock für die Büromitarbeiter.
Am 29. Mai 2018 erfolgte der Spatenstich für die drei Gebäude auf dem Gelände. Abgeschlossen sollte der Bau 2020 sein. Später verkündete Bauherr Groß & Partner 2022 als angestrebten Fertigstellungstermin und bezifferte die Gesamtinvestitionssumme mit rund 200 Millionen Euro. Neben dem Gebäude sollte es ab 2022 eine Haltestelle der U-Bahn-Linie U5 geben, inzwischen wird von einer Fertigstellung der U-Bahn-Linie in das Europaviertel im Laufe des Jahres 2027 ausgegangen (Stand: April 2024).
Im November 2019 wurde bekannt, dass Groß & Partner das Objekt an folgende institutionelle Anleger verkauft hatte:
- Ärzteversorgung Niedersachsen
- Ärzteversorgung Sachsen-Anhalt
- Ärzteversorgung Mecklenburg-Vorpommern
- Tierärzteversorgung Niedersachsen
- Steuerberaterversorgung Niedersachsen.[14]

Das Hochhaus wurde im April 2023 fertiggestellt, am 1. Mai 2023 eröffnete das Hotel NH Collection Frankfurt Spin Tower in den unteren 20 Stockwerken des Objekts.

## Kritik
Matthias Alexander, ehemaliger Ressortleiter Stadtplanung und Architektur der Frankfurter Allgemeinen Zeitung, bezeichnet den Entwurf als "misslungen". Zudem bemängelt er die Zusammensetzung der Jury, die den Entwurf auswählte: Wenige unabhängige Architekten hätten sich nicht gegen die persönlichen Präferenzen des Projektentwicklers Jürgen Groß und die Vertreter der Stadt und der Bauherrn auflehnen können.